# Hasenfeld Manó
Hasenfeld Manó (Balassagyarmat, 1836 – Budapest, Terézváros, 1905. február 21.) orvos- és sebészdoktor, szülész, magánzó.

## Élete
Hasenfeld Arnold orvos és Singer Eszter fia. A Bécsi Egyetemen 1860-ban nyert orvosdoktori oklevelet. 1863-tól magántanár lett a Pesti Tudományegyetemen, azonban a kancellária visszautasította habilitálásának megerősítését. Ezután Bécsbe ment, ahol a fürdő-gyógyászat magántanára lett. Ezután a Pesti Tudományegyetemen is megerősítették tanári képesítését. Előbb Szliácson, majd Franzensbadban végzett fürdőorvosi gyakorlatot. A párizsi orvos-fürdészeti, a londoni orvosegylet és a nőgyógyászati társulat levelező tagja és Szliács rendelő főorvosa volt. Számos értekezése jelent meg a fürdőgyógyászat témaköréből magyar, német és francia nyelven. Halálát ütőérelmeszesedés okozta. 

## Családja
Felesége Keppich Kamilla (1848–1929) volt, akivel 1867. május 23-án Pesten kötött házasságot. Nagybátyja Hasenfeld Herman is orvos volt.
Gyermekei:
- Hasenfeld József (1868–?)
- dr. Hasenfeld Artúr (1870–1941) belgyógyász, kardiológus. Felesége baranyavári Ullmann Sarolta (1880–1945) volt.
- dr. Hasenfeld Oszkár (1873–1918) fürdőorvos. Felesége Kohn Paula (1881–1915) volt.
- Hasenfeld Margit (1880–1946),[5] első férje Frank Endre (1868–1916) földbirtokos, második Pongrácz Albin (1885–1946) alezredes volt.

## Írásai az alábbi lapokban jelentek meg
- Orvosi Hetilap
  - A szliácsi fürdő rövid vázlata (1861)
  - A fehérfolyás gyógyítása, Rostos méhpöfeteg egy esete (1863)
  - A szliácsi fürdő élettani hatásáról (1864)
  - Az ásványvizek vegyelemei összefüggéséről a föld minőségével, Méhelhajlások s azok gyógykezelése a Hodge-féle tartaszokkal (1865)
  - Az ásványvizek szerves vegyelemeiről (1866)
  - A méh mögötti vérsérvről (1866(
  - Orvosi szemle az 1871. fürdőidényről Szliácson (1872)
  - Sebészeti észleletek az 1877 fürdőidényről (1878)
  - A vaginismusról (1878)

- Gyógyászat
  - A szénsavas légfürdőnek hatásáról (1863)

- Gyógyszerészi Hetilap
  - A szénsav képződési helyéről a föld belsejében (1865)

- Mathematikai és Természettudományi Közlemények III.
  - A szliácsi Józsefforrás vegyelemzése, A Perneken találtatott ásványforrásnak helyrajza (1865)

- Magyar Természettudományi Társulat Közlönye
  - Szliács földtani viszonyai (1867)

- Magyar orvosok és természetvizsgálók Munkálatai. IX.
  - A szliácsi fürdő élettani hatásáról a mostani nézetek alapján (1864)

- Annales d'Hydrologie
  - Franzensbad dans la Saison (1889, előadás a párizsi Société d'Hydrologie Medicale rendes ülésén)

## Munkái
- Szliács. Bericht über die Saison 1860. Wien, 1860. (Különnyomat a Wiener-Medicinal-Halleból.)
- Orvosi szemle az 1860. évi fürdői-idény fölött Szliácson, egybekötve a fürdőintézetnek leírásával rövid vázlatban. Pest, 1861. (Előadta a budapesti orvosegylet 1861. február 4. gyűlésén.)
- A szliácsi vasas hévvizek élet- és gyógytani hatása. Pest, 1862. (Különnyomat az Orvosi Hetilapból.)
- Eaux ferrugineuses thermales de Szliács (en Hongrie). Paris, 1862. (2. kiadás. Párizs, 1878.)
- A koritniczai gyógyforrások. Élettani és gyógytani szempontból. Pest, 1862. (Különnyomat az Orvosi Hetilapból.)
- Az ásványvizek tulajdonságairól általában. Pest, 1863. (Székfoglaló a budapesti orvosegyletben 1862. télelő 20.) Pest, 1863. (Különnyomat az Orvosi Hetilapból.)
- Az ásványforrások erőszetéről. A kir. m természettud. társulat télhó 11-én tartott ülésében előadta... Pest, 1863. (Különnyomat a Gyógyszerészi Hetilapból).
- Eaux minérales de la Hongrie et en particulier eaux minérale jodée de Csiz. Paris, 1864. (Kivonat az Annales de la Société d'Hydrologie Medicale de Paris X. k.)
- A méhelhajlásokról (Flexiones uteri) és azok gyógykezeléséről Hodge-féle emeltyű méhtartaszokkal. Pest, 1865. (Előadatott a budapesti magyar királyi orvosegylet januárban tartott rendes ülésén)
- Szliács fürdő gyógyhely Zólyom mellett. Tájképi, történeti, földtani, természettani és vegyi tekintetben, élet- és gyógytani hatásairól és a gyógyhely egyéb ügyeiről. Pest, 1871. (Egy tájképpel és egy térképpel. 2. kiadás. Budapest, 1878. Németül: Der Curort Szliács... Wien, 1867., 2. kiadás. 1872., 3. k. 1878. Wien; franciául: Budapest, 1878.)
- Bericht über die Badesaison 1889 im Franzensbad. Wien, 1889.
- Balneologicus tapasztalatok. Budapest, 1890. (Különnyomat a Gyógyászatból.)
- Külföldi és hazai ásványvizek s gyógyhelyek. Budapest, 1892.